# Économie de l'Algérie
L'économie de l'Algérie traite de la situation économique conjoncturelle et structurelle de l'Algérie. Depuis son indépendance en 1962, l'Algérie a lancé de grands projets économiques pour mettre en place une assise industrielle dense. Cependant, en dépit des réalisations importantes engagées (routes, autoroutes, universités, hôpitaux, usines, logements, Métro d’Alger et tramways, etc.), l’économie algérienne est passée par divers stades de turbulence.
Dans les années 1980, l'économie algérienne a connu des difficultés importantes. En effet, le contre-choc pétrolier de 1986 a porté un coup dur à une économie quasiment rentière, c'est la période des plans anti-pénurie et de stabilisation. Au début des années 1990, l'Algérie a engagé des réformes structurelles concrétisant ainsi le passage à l'économie de marché.
En 2012, l'économie algérienne demeure très fortement dépendante de la rente des hydrocarbures, qui représentent la principale source de revenus du pays, sans être parvenue à se diversifier et à mettre en place une industrialisation compétitive au niveau international.
Le rapport 2017 du cabinet de conseil et d’intelligence économique Oxford Business Group (OGB) sur l'Algérie, met l'accent sur les efforts consacrés par le pays pour renforcer et diversifier son économie sur fond de chute des prix du pétrole. Ce rapport évoque la contribution croissante du secteur privé dans le PIB, en particulier du rôle des petites et moyennes entreprises (PME) soutenues par de nouvelles mesures ; ainsi que le secteur des services financiers, qui a connu des évolutions positives telle que l’instauration du paiement en ligne.
Malgré les efforts consentis, le pays est toujours confronté à un certain nombre de problèmes à court terme, y compris la nécessité de diversifier l'économie, renforcer les réformes politiques, économiques et financières, d'améliorer le climat des affaires et de réduire l'inégalité sociale entre les régions, afin d'atteindre une meilleure croissance économique. L'Algérie dispose du triple levier, énergétique, minier et agricole pour contribuer, à terme, à contenir les crises de l'approvisionnement en énergie, en terres rares (minerais utiles à la technologie) et alimentaire.
Publié en 2023, le rapport de la banque mondiale sur l’économie algérienne appelle à accélérer les réformes institutionnelles et micro-économiques et dresse un état positif pour l’économie du pays. La Banque mondiale note que la promulgation en 2022 de la nouvelle loi sur l’investissement et la publication de ses textes d’application, la suppression en 2020 de la règle 51/49 pour les secteurs non-stratégiques et la publication de la nouvelle loi sur les hydrocarbures en 2019 sont des actions positives mais devant s’attaquer à l’écosystème dont la bureaucratie paralysante avec une meilleure visibilité dans la politique socio-économique.

## Histoire

### Une économie planifiée (1962-1978)
La période 1962–1971 de l'économie algérienne est marquée principalement par la nationalisation des secteurs clés de l'économie et la création d'entreprises publiques ainsi que la mise en place d'un processus de planification centralisée, la création d'une structure industrielle ainsi que le parachèvement des institutions publiques. L'année 1966 a été marquée par la nationalisation des mines et des compagnies d’assurances étrangères et la signature d’accords de coopération avec la France, tandis que l'année 1971 a été marquée par la nationalisation des hydrocarbures avec l'acquisition par l'État de 51 % des avoirs des sociétés pétrolières françaises présentes en Algérie. En novembre de la même année le gouvernement a lancé la « révolution agraire » et la « gestion socialiste des entreprises » (GSE).

### Crise et restructuration (1979-1987)
Au début des années 1980, l'économie algérienne commence à être restructurée, et l'aggravation de la crise économique en Algérie à la suite du choc pétrolier dès 1986. La baisse régulière du prix du brut amorcée à la mi-1985 s'accélère brutalement en 1986. Le niveau des prix atteint son plancher et dévoile brutalement les dysfonctionnements structurels de l'économie algérienne. La chute des prix du pétrole de 40 % réduit à néant les illusions de puissance du potentiel industriel algérien et révèle la dépendance et la fragilité d'un système construit sur la seule performance du secteur des hydrocarbures.

### Crise et privatisation (1988-1993)
La baisse du prix des hydrocarbures de 1985 à 1987 a eu des conséquences sur le plan social et économique du pays. La crise politique de 1988, les résultats des élections de 1991 et leur annulation plongèrent le pays dans une période très difficile d’insécurité et de désordre économique, l’obtention d’une aide financière du FMI et les mesures qui lui sont associées ont renforcé l’urgence des réformes.
En 1993, les exportations algériennes se constituaient à plus de 98 % d'hydrocarbures, le pays dépendait à 80 % de l'extérieur sur le plan alimentaire et à 90 % pour les médicaments.
Les difficultés de fonctionnement de l'industrie algérienne ont été croissant depuis 1986 marqué par le troisième choc pétrolier qui a violemment privé l'État de plus d'un tiers de ses ressources en devises. Ainsi, ce manque provoquera des conséquences sur le plan social et économique du pays. À l'époque l'État a préféré recourir à l'endettement extérieur pour maintenir le niveau de vie de la population et de la nomenklatura liée aux contrats d'importations, les décideurs algériens n'ont fait qu'aggraver une situation déjà très fragile. Le service de la dette durant la période 1989-1993 a toujours absorbé plus de 70 % des ressources de l'Algérie. En 1993, elle dépasse les 80 %. Par conséquent, le fonctionnement de l'économie et la satisfaction des besoins vitaux de la population ont été de moins en moins bien assurés et la dette a continué de grossir.
Les interdictions sur certains produits d'importation ont entraîné le peu d'industrie du pays à une baisse continue de la production et une détérioration flagrante des outils de production. La situation financière des entreprises publiques (constituant plus de 90 % de la production algérienne) s'est aussi profondément détériorée. Bien qu'en 1990, il y a eu des tentatives de libéralisation économique sous le gouvernement de Mouloud Hamrouche qui sera vite remise en cause par ses successeurs, l'Algérie n'aura ni attiré les investissements étrangers ni réussi à faire revenir les capitaux de l'émigration.

### Passage à l'économie de marché (1994-2015)
Au début de 1994 le passage d'une économie dirigée à une économie de marché est conforté par la dévaluation du dinar algérien, la libéralisation du commerce extérieur, la liberté des prix, et le rééchelonnement de la dette extérieure. Avec l’ancrage à l’économie de marché, la classe moyenne, majoritairement composée de fonctionnaires avant 1994, s’est trouvée décimée en quelques années.
20 ans après le passage à l'économie de marché, l'économie algérienne demeure très peu industrielle avec un secteur industriel pesant moins de 5 % du PIB et est principalement constituée de petits services et de commerces (83 % de la superficie économique). Elle est également caractérisée par les sureffectifs dans les entreprises publiques ainsi que dans l'administration.
Les ventes du secteur énergétique représentent encore plus de 95 % de ses recettes extérieures et 60 % du budget de l'État algérien.

### Effondrement des prix du pétrole (2015-2019)
En 2015, le pays est confronté à une forte chute de ses revenus pétroliers (–43,71 %) aggravant fortement le déficit de la balance commerciale. La balance des paiements atteint le niveau record de - 10,72 milliards de dollars au premier trimestre 2015. L'Algérie pourrait rencontrer des difficultés d'ici 2017-2018 pour payer les salaires de ses fonctionnaires et maintenir ses importations.
Les pouvoirs publics ont adopté un ensemble de mesures correctives dans le cadre de la loi de finance de 2016. Établi sur l’hypothèse d’un prix moyen du pétrole de 35 dollars le baril, cette loi prévoit une réduction de 9 % des dépenses, principalement des investissements en biens d’équipement, et une augmentation de 4 % des recettes fiscales
Avec une forte dépendance aux hydrocarbures, l'économie algérienne demeure une économie rentière.
L'Algérie connaît une réduction de la balance des paiements avec un déficit de 15,82 milliards de dollars (mds USD) en 2018, contre 21,76 mds USD en 2017.
Le magazine français Le Point aurait estimé en septembre 2019 que l'Algérie était proche de la cessation de paiements, en raison de l'augmentation des dépenses publiques à plus de 70 milliards de dollars (soit une augmentation de 12 %) et de la diminution des réserves de change, qui étaient passées de 200 milliards en 2014 à près de 60 milliards en 2019. Toutefois, cela ne s'est pas produit.

### Pandémie de Covid-19 et crise énergétique
La pandémie Covid-19 qui a touché l'Algérie au début de 2020 à l'instar des autres pays du monde a eu un impact considérable sur l’économie mondiale, l’Algérie fortement connectée à cette économie notamment à travers la rente des hydrocarbures, subit pleinement cette crise, d’où l’urgence de l’élaboration de stratégies d’adaptation. Ses impacts ont touché presque la majorité des secteurs productifs et ont produit une dégradation des différents marqueurs de l’économie. En effet, les conséquences de la pandémie telles que, les confinements généraux, les strictes mesures sanitaires préventives, la fermeture des frontières, et le ralentissement ou l'annulation d'investissements, et la chute du cours du pétrole ont poussé le gouvernement à se serrer la ceinture. Il a ainsi décidé de baisser de 30 % le budget de fonctionnement de l’État,.
Par la suite, en février 2022, s’est déclenché le conflit russo-ukrainien qui a bouleversé l’équilibre économique mondial et a provoqué une pénurie d'énergie dans le monde. La flambée des prix du pétrole et du gaz naturel ont fait de l'Algérie l’un des principaux gagnants de la crise énergétique.
En décembre 2022, en pleine crise énergétique, l'UE annonce sa décision de plafonner temporairement les prix du gaz. Une situation qui irrite Mohamed Arkab, le ministre algérien de l’Énergie et des Mines qui déclare que son pays « ne soutient pas l’idée de plafonner les prix ».
En 2022, l'Algérie est le premier producteur de gaz naturel en Afrique et le 7e dans le monde. Au début du mois de janvier 2022, la société nationale Sonatrach avait annoncé vouloir investir 40 milliards de dollars entre 2022 et 2026 dans l'exploration, la production et le raffinage de pétrole ainsi que la prospection et l'extraction de gaz.
Fin décembre 2022, l’Assemblée nationale algérienne a approuvé à la majorité le projet de budget 2023 de 99 milliards de dollars dont 23 milliards de dollars alloué au ministère de la défense. C'est le plus important budget de l’histoire du pays depuis son indépendance en 1962. Le 25 décembre 2022, le président algérien Abdelmadjid Tebboune, a signé la Loi de finances de l’année 2023, qui prévoit un taux de croissance de 4,1 %, une inflation de 5,1 %, des exportations de 46,3 milliards de dollars, des importations de 36,9 milliards de dollars et des réserves de change de 59,7 milliards de dollars,.
En 2025, la Banque mondiale, dans son rapport intitulé « Comment l’Algérie construit une économie dynamique pour demain », souligne les progrès réalisés par l'Algérie dans la diversification économique, portés par des réformes et une relance soutenue des secteurs non liés aux hydrocarbures, avec des exportations hors hydrocarbures ayant triplé entre 2017 et 2023. Toutefois, l'institution met en garde contre la persistance de freins structurels tels que la faible productivité et les lourdeurs bureaucratiques.

## Classement de l'économie algérienne en Afrique et dans le monde arabe

### Classement des principales puissances économiques en Afrique
| Rang | État           | PIB                         |
| ---- | -------------- | --------------------------- |
| 1    | Afrique du Sud | 373 milliards de dollars US |
| 2    | Égypte         | 348 milliards de dollars US |
| 3    | Algérie        | 273 milliards de dollars US |

### Classement des économies les plus fortes des pays arabes
| Rang | État                | PIB                          |
| ---- | ------------------- | ---------------------------- |
| 1    | Arabie saoudite     | 1106 milliards de dollars US |
| 2    | Émirats arabes unis | 528 milliards de dollars US  |
| 3    | Égypte              | 348 milliards de dollars US  |
| 4    | Algérie             | 273 milliards de dollars US  |

## Données économiques et sociales

### Croissance économique
L'économie algérienne a progressé de 2,6 % en 2011, tirée par les dépenses publiques, en particulier dans le secteur de la construction et des travaux publics, et par la demande intérieure croissante.
| Année                                                   | 1999 | 2000 | 2001 | 2002 | 2003 | 2004 | 2005 | 2006 | 2007 | 2008 | 2009 | 2010 | 2011 | 2012 | 2013 | 2016 | 2017 | 2018 | 2019 | 2020 | 2021 | 2022 | 2023 |
| (PIB) - Taux de croissance réelle (%)                   | 3,9  | 5    | 3,8  |      | 3    | 7,4  | 6,1  | 5,5  | 3    | 4,5  | 3,5  | 2,2  | 3,3  | 2,5  | 3,1  | 3,6  | 1,5  | 1,2  | 1    | -5,1 | 3,4  | 3,1  | 4,1  |
| Source: CIA World Factbook - Version du 01 janvier 2015 |      |      |      |      |      |      |      |      |      |      |      |      |      |      |      |      |      |      |      |      |      |      |      |

- Produit Intérieur Brut (PIB) - Taux de croissance réelle: Cette entrée donne la croissance du PIB sur une base annuelle ajustée pour l'inflation et exprimé en (%).

Le taux d'inflation était de 3,9 % et le déficit budgétaire à 3 % du produit intérieur brut (PIB). L'excédent du compte courant est estimé à 9,3 % du PIB à la fin de décembre 2011. Si les hydrocarbures sont exclus, la croissance économique a été estimée à 4,8 %. La production du secteur pétrolier et gazier continue de diminuer en volume, passant de 43,2 millions de tonnes à 32 millions de tonnes entre 2007 et 2011. Néanmoins, le secteur représentait 98 % du volume total des exportations en 2011 et 70 % des recettes budgétaires, ou 71,4 milliards USD. Le secteur agricole et des services a enregistré une croissance de 10 % et de 5,3 %, respectivement. La politique budgétaire est restée expansionniste et a permis de maintenir le rythme des investissements publics et de contenir la forte demande pour l'emploi et de logement. Une croissance de 3,1 % est attendue en 2012, passant à 4,2 % en 2013.
| Année                                                      | 1999  | 2000  | 2001  | 2002  | 2003  | 2004  | 2005  | 2006  | 2007  | 2008  | 2009  | 2010  | 2011  | 2012  | 2013  | 2016   | 2017   |
| Montant du Produit Intérieur Brut (PIB) par habitant (US$) | 4 700 | 5 500 | 5 600 | 5 300 | 6 000 | 6 600 | 7 200 | 7 600 | 6 700 | 6 900 | 7 100 | 7 300 | 7 400 | 7 600 | 7 500 | 15 000 | 15 100 |
| Source: CIA World Factbook - Version du 01 janvier 2015    |       |       |       |       |       |       |       |       |       |       |       |       |       |       |       |        |        |

- Produit Intérieur Brut (PIB) par habitant: Cet indicateur montre le PIB sur une base parité de pouvoir d'achat divisé par la population au 1er juillet de la même année.

### Investissements
L'investissement public a été soutenu par les revenus du pétrole et du gaz, qui a augmenté en raison de la persistance de prix élevés du pétrole, bien que la tendance du volume de production est à la baisse. Les prochaines années verront une intensification de la réforme politique, économique et sociale en réponse à l'influence sociale et appuyant destiné à renforcer le processus de démocratisation et d'améliorer les conditions de vie. Le plan quinquennal d'investissement pour la période 2010-2014 coûtera 286 000 000 000 dollars américains, dont 40 % iront au développement humain.
Le plan quinquennal 2015-2020 sera un quinquennat de l'achèvement pratiquement de tous les programmes de développement des infrastructures socio-économiques en cours de réalisation pour un montant de 262 000 000 000 dollars américains.
Mais les performances économiques de l'Algérie ont été affectées par la baisse des cours du pétrole, passés de 99 dollars américains en moyenne en 2014 à 53 dollars en 2015, puis 45 dollars en 2016.
En 2016, le gouvernement a adopté un nouveau plan de croissance économique 2016-2030 axé sur le secteur privé et sur une stratégie triennale de stabilisation du budget.
| Année                                                    | 2004 | 2005 | 2006 | 2007 | 2008 | 2009 | 2010 |
| Investissement brut en capital fixe (%)                  | 26.2 | 22,6 | 23,4 | 24,5 | 26,1 | 28,4 | 27,5 |
| Source: CIA World Factbook - Version du 1er janvier 2011 |      |      |      |      |      |      |      |

Quant aux entrées d'investissements directs étrangers (IDE), elles se sont établies à 1,5 milliard de dollars en 2018, en augmentation de 22 % par rapport à 2017, sans toutefois rattraper le niveau de 2016 (1,6 milliard de dollars). L'allègement de la règle des 51/49 en 2020 devrait entraîner une augmentation de ces IDE, allègement prévu dans la loi de finances complémentaire 2020, à l'exception de certains secteurs considérés comme « stratégiques »,. Dans le même esprit, la loi prévoit l’annulation du droit de préemption de l'État en cas de cession d’action ou de parts sociales réalisées par des étrangers. En 2020, toutefois, le montant des IDE baissait à 1,125 milliard de dollars par rapport à 2019 (1,382 milliard de dollars).
La loi du 20 juillet 2022 acte la création de zones franches destinées à augmenter les IDE et en fixe les règles de fonctionnement.
Le 20 juillet 2023, le Président de la République, Abdelmadjid Tebboune lors d'une visite officielle en République populaire de Chine a obtenu un accord visant à ce que des investissements Chinois soit fait à hauteur de 36 milliards de dollars. Ces investissements chinois concernent divers domaines, à l’instar de l’industrie, des technologies modernes, de l’économie du savoir, des transports et l’agriculture.

### Chômage
Le chômage touche surtout les jeunes, avec un taux de 21,5 % pour les 15-24 ans. Les dispositifs en faveur de l'emploi contribuent à atténuer le problème, mais des mesures sont nécessaires pour redresser l'offre d’emplois. La démocratisation de l'enseignement et l'élargissement de la formation professionnelle et de l'enseignement supérieur restent des priorités nationales.
Selon l'Office national des statistiques (ONS), le taux de chômage en Algérie a atteint 12,3 % en avril 2017 contre 10,5 % en septembre 2016. En mai 2019, le taux de chômage baisse de 0,3 point par rapport à septembre 2018 pour atteindre 11,4 %
| Année                                                        | 1999 | 2001 | 2002 | 2003 | 2004 | 2005 | 2006 | 2007 | 2008 | 2009 | 2010 | 2011 | 2012 | 2013 | 2016 | 2017 | 2018 | 2019 | 2020 | 2021 | 2022 |
| Taux de chômage (%)                                          | 30   | 34   | 31   | 26,2 | 25,4 | 17,1 | 15,7 | 11,8 | 12,5 | 10,2 | 9,9  | 10   | 10,2 | 10,3 | 9,9  | 11,7 | 11,7 | 11,4 | 12,2 | 11,7 | 11,6 |
| Source: CIA World Factbook - Version du 01 janvier 2015- ONS |      |      |      |      |      |      |      |      |      |      |      |      |      |      |      |      |      |      |      |      |      |

- Taux de chômage : Cette entrée contient le (%) de la population active qui est sans emploi.

En 2018, plus de 20 % des diplômés sont sans emploi. En mai 2019, le taux de chômage chez les 16-24 ans est en recul de 2,2 points par rapport à septembre 2018 et s'établit à 26,9 %.

## Finances et Monnaie

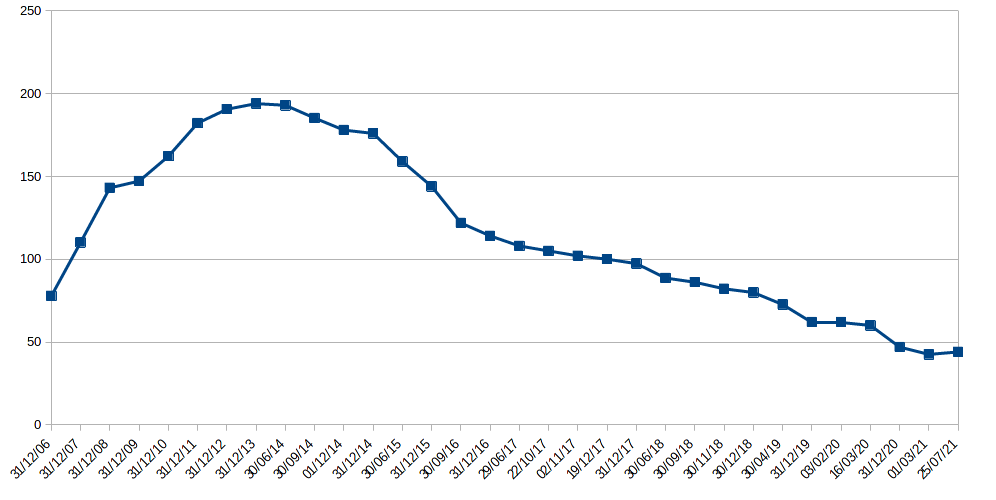
Évolution des réserves de change algériennes, en milliards de dollars.

Les fonctions monétaires et bancaires du gouvernement algérien sont centralisées dans le cadre de la Banque d'Algérie, qui procède à partir de 1986, à la libéralisation du secteur bancaire ainsi qu’à la constitution de banques privées. Soutenu dans cette entreprise par le FMI et la Banque mondiale, l'État algérien a entrepris des efforts d'assainissement de ses finances et a vu sa dette extérieure diminuée à partir de la fin des années 1990. Les réserves de change sont passées quant à elles de moins de 5 milliards de dollars en 1999 à plus de 110,18 milliards de dollars en 2007,avec des prévisions de clôture de l’année 2012 de 205,2 milliards de dollars, selon le FMI.
À la suite de la chute vertigineuse des prix du pétrole, les réserves de change ont baissé de 193 milliards de dollars en mai 2014 à 105 milliards de dollars en juillet 2017. En avril 2019, elles sont estimées à 72 milliards de dollars puis, début 2020, à 62 milliards de dollars ; elles sont estimées à près de 43 milliards début 2021.
| Année                                                   | 2010            | 2011            | 2012            | 2013            | 2015            | 2016            | 2017           |
| Montant des réserves d'or et de devises (US$)           | 150 100 000 000 | 183 100 000 000 | 191 600 000 000 | 192 500 000 000 | 155 700 000 000 | 113 400 000 000 | 97 890 000 000 |
| Source: CIA World Factbook - Version du 01 janvier 2020 |                 |                 |                 |                 |                 |                 |                |

Mais en l’absence de marché du change, l'intervention directe de la Banque d'Algérie et les injonctions des autorités politiques (notamment depuis la révision de la loi sur la monnaie et le crédit) ont fait de la cotation de la monnaie algérienne un acte beaucoup plus administratif qu’économique.
Le Dinar algérien est l'unité monétaire du pays depuis le 1er avril 1964, date à laquelle il a remplacé le nouveau franc algérien. Dévalué de 40,17 % sur injonction du FMI le 10 avril 1994, la dérive du dinar algérien s’est poursuivie tout au long de cette dernière décennie. Au début de l'année 2012, et à la suite des fortes augmentations des salaires des fonctionnaires durant l'année 2011, l'État a opéré une nouvelle fois une dévaluation d'environ 10 % du dinar par rapport au dollar et à l'euro. Cela a eu un impact négatif sur le pouvoir d'achat des Algériens.
Dans un contexte de crise économique, marqué par la chute des cours du pétrole en 2014 et la baisse des réserves de changes, le dinar a perdu 40 % de sa valeur par rapport au dollar américain.
| Année                                                           | 1980 | 1985 | 1990 | 1995  | 2000  | 2005  | 2010  |
| Taux de change de la monnaie locale en dollars américains (USD) | 3,84 | 5,03 | 8,96 | 47,66 | 75,26 | 73,28 | 74,39 |
| Source: Perspective monde - Version 7.6 07-2011                 |      |      |      |       |       |       |       |

## Dette

### Dette extérieure
L'Algérie a achevé le remboursement anticipé de la totalité de sa dette rééchelonnée. En effet, des accords ont été signés sur le remboursement par anticipation de dettes notamment avec la Pologne, l'Arabie saoudite, la Turquie, l'Inde, la Slovénie et le Portugal, selon la presse locale. Avec ses créanciers publics du Club de Paris, l'Algérie a clos à la mi-novembre 2007 tout le processus de remboursement anticipé pour un montant global de 7,75 milliards de dollars. Elle avait également remboursé par anticipation sa dette rééchelonnée avec le Club de Londres en septembre 2007 pour un montant de 800 millions de dollars. L’encours de la dette extérieure est passé de plus de 33 milliards de dollars en 1996 à moins de 4,5 milliards de dollars en 2007. Le service de la dette en pourcentage des exportations de biens et de services est en outre passé de 73,9 % en 1991 contre seulement 500 millions de dollars sur un volume global de 63,3 milliards de dollars.
Le FMI conjointement avec la Banque mondiale a classé l'Algérie au titre du pays le moins endetté des 20 pays de la région MENA pour l'année 2012, dans un rapport spécial sur les perspectives économiques de la région du Moyen-Orient et l'Afrique du Nord. En effet, le Fonds indique que la dette extérieure brute de l'Algérie ne représentera que 2,4 % du Produit intérieur brut en 2012 et devra se maintenir au même taux en 2013 contre 2,8 % en 2011. La dette extérieure de l'Algérie s'élevait à 1,79 milliard de dollars, soit 1.06 % du PIB.
| Année                                  | 2000  | 2001  | 2002  | 2003  | 2004  | 2005  | 2006 | 2007 | 2008 | 2009 | 2010 | 2011 | 2018 | 2019 | 2020 | 2021 |  |
| Montant de la dette(en milliards US$)  | 25,53 | 22.79 | 22,99 | 23,68 | 22,34 | 17,34 | 6,02 | 5.91 | 6,04 | 5,79 | 5,8  | 4,44 | 3,99 | 3,83 | 3,44 | 3,07 |  |
| Source: Banque d'Algérie décembre 2021 |       |       |       |       |       |       |      |      |      |      |      |      |      |      |      |      |  |

### Dette intérieure
La dette publique intérieure de l'Algérie a reculé ainsi à moins de 1 % par rapport au produit intérieur brut (PIB), les taux sont estimés par le Ministère des Finances à 814,4 milliards de dinars, soit l’équivalent de 11 milliards de dollars à fin décembre 2009. La dette intérieure publique connaît une tendance à la hausse. Cette dette intérieure passe de 1 170 milliards de dinars en juin 2008 à 750 milliards de dinars en juin 2009 pour finir le même exercice à 814,4 milliards de dinars. Elle (la dette intérieure) a donc augmenté de 64,4 milliards de dinars entre juin et décembre 2009, elle représente en grande partie l'ensemble des créances sociales (salaires des fonctionnaires, par exemple), commerciales et fiscales. La dette intérieure est insensible aux écarts de change, car elle est majoritairement libellée dans le dinar algérien.
| Année                                                   | 2004 | 2005 | 2006 | 2007 | 2008 | 2009 | 2010 |
| Montant de la dette(% PIB)                              | 37,4 | 30,2 | 18,6 | 18   | 9,9  | 20   | 25,7 |
| Source: CIA World Factbook - Version du 01 janvier 2011 |      |      |      |      |      |      |      |

## Commerce

### Commerce extérieur
Afin d'intégrer l'économie mondiale, l'Algérie a opté pour le processus de l'ouverture de son commerce extérieur et son engagement dans le cadre des accords commerciaux internationaux par des réformes économiques engagées par les pouvoirs publics. La libéralisation du commerce extérieur a été réalisée au cours des années 1990 par l'abolition du monopole de l'État sur le commerce extérieur, la levée de toutes les barrières non tarifaires, la simplification du tarif douanier en ramenant le nombre de taux des droits de douane à quatre (0 %, 5 %, 15 %, 30 %) et en réduisant le taux maximum à 60 % dans un premier temps au lieu de 100 % précédemment et à 30 % depuis 2002.
Les exportations d'hydrocarbures représentent 92,80 % de la totalité des exportations algériennes, les exportations hors hydrocarbures n'ont atteint que 2,58 milliards de dollars en 2019, composées des demi-produits, avec 1,95 md usd, des biens alimentaires avec 407,86 millions usd et des biens d’équipement industriels avec 82,97 millions usd contre 90,1 millions usd.
Elles étaient composées aussi de produits bruts avec 95,95 millions usd, les biens de consommation non alimentaires avec 36,42 millions et les biens d'équipements agricoles avec 250 000 USD, demeurant toujours marginales par rapport aux exportations globales.
L'encouragement et le soutien à l'exportation hors hydrocarbures consacrés dans la stratégie économique du pays dans un souci d’équilibre de la dépense publique, n'ont pas donné de résultats satisfaisants. Les contraintes soulevées par les exportateurs restent toujours les mêmes telles que : entraves bureaucratiques, lenteurs et complexité des procédures douanières, un environnement bancaire qui n’est pas facile et un manque de logistique et d’infrastructures portuaires. Par dérision, ce phénomène est appelé « import-import » par les Algériens.
| Année                                                   | 2002 | 2003 | 2004  | 2005  | 2006  | 2007 | 2008  | 2009  | 2010  |
| Montant des importations (milliards $)                  | 10,6 | 10,6 | 12,42 | 15,25 | 22,53 | 27,6 | 39,16 | 39,1  | 37,07 |
| Montant des exportations (milliards $)                  | 19,5 | 19,5 | 24,96 | 32,16 | 49,59 | 55,6 | 78,23 | 43,69 | 52,66 |
| Source: CIA World Factbook - Version du 01 janvier 2011 |      |      |       |       |       |      |       |       |       |

À la faveur de l’envolée des prix des matières premières depuis le début du XXIe siècle, l’Algérie, à l’instar des autres pays producteurs de pétrole et de gaz, a dû enregistrer un renflouement exceptionnel de ses recettes en devises, permettant ainsi une très nette amélioration des indicateurs macro-économiques. Ces résultats sont fragiles : si, en 2007, un excédent commercial record de 37,17 milliards de dollars est enregistré, en 2019, les exportations totalisent 35,82 milliards de dollars, contre 41,79 milliards en 2018, soit une baisse de 14,29 %. Les importations ont, pour leur part, totalisé 41,93 milliards, contre 46,33 en 2018, en baisse de 9,49 %. Cette même année, les exportations ont ainsi assuré la couverture des importations à hauteur de 85,43 %, soit un déficit de plus de 6 milliards de dollars, contre 90,22 % en 2018.
Structurellement, la balance commerciale de l'Algérie demeure fortement tributaire des revenus que génère la vente du pétrole et du gaz qui constituent à eux seuls 92.80 % du volume global des exportations en 2019, en s'établissant ainsi à 33,24 milliards de dollars, contre 38,87 milliards en 2018, soit un recul de 14,48 %.
En 2019, le principal partenaire commercial de l’Algérie est l’Europe en 2019, avec qui elle réalise plus de la moitié de son commerce extérieur : les pays européens totalisent 63,69 % des exportations algériennes et 53,40 % de ses importations. La France a maintenu sa place de premier client du pays en 2019 (5,05 milliards de dollars) devant l'Italie (4,62), l'Espagne (3,99 milliards), la Grande-Bretagne (2,29) et la Turquie (2,24 milliards). La Chine reste quant à elle son premier fournisseur (7,65 milliards) devant la France (4,27 milliards), l'Italie (3,41), l'Espagne (2,93) et l'Allemagne (2,83 milliards). En 2019, les cinq premiers clients du pays représentent 50,85 % des exportations algériennes.
Depuis l'arrivée au pouvoir de Abdelmadjid Tebboune en 2020, les exportations hors hydrocarbures n'ont cessé de croître pour atteindre 5 milliards de dollars en 2021, puis près de 7 milliards en 2022 (le plus haut niveau jamais enregistré) permettant ainsi à l'Algérie de réaliser 10% de ses exportations en dehors des hydrocarbures. Les principaux produits hors hydrocarbures exportés étaient les engrais et produits fertilisants (2,3 milliards), les produits chimiques inorganiques et terres rares (pour 1,6 milliard) ainsi que l'acier et le fer (1,1 milliard $).
Entre 2017 et 2023, les exportations hors hydrocarbures ont été multipliées par trois, soit 2 % du PIB. En 2023, les exportations algériennes hors hydrocarbures ont été dominées par plusieurs produits clés, répartis en trois catégories principales : les matériaux semi-finis, les produits agroalimentaires et les produits industriels. Ces exportations ont généré environ 5 milliards de dollars.
Les engrais minéraux ou azotés représentent la première source de revenus des exportations hors hydrocarbures, avec une valeur d'environ 1,25 milliard de dollars. Le clinker (ciments non pulvérisés) suit avec des exportations atteignant environ 753 millions de dollars. Les solvants naphta occupent la troisième place, avec des exportations évaluées à 678 millions de dollars. Parmi les autres produits exportés figurent les barres en fer et en acier, l’ammoniac anhydre, les demi-produits en fer ou en acier non alliés, le sucre de canne, les phosphates de calcium naturel et les dattes.
En termes de destinations, la France est le principal client des exportations algériennes hors hydrocarbures, suivie des États-Unis, de la Pologne, des Pays-Bas et de la Belgique.
L'entreprise ayant réalisé le plus d'exportations durant l'année 2022 était Tosyali avec 850 millions de dollars.

### Marché intérieur
Selon l'Oxford Business Group en 2012, l'Algérie, dont l'économie continue de résister aux effets de la crise financière mondiale, a vu sa consommation intérieure progresser, ce qui a suscité un intérêt croissant pour le développement du commerce dans le pays à travers la construction de divers centres commerciaux et hypermarchés.

#### Économie souterraine
L'économie souterraine ou le marché informel reste un phénomène qui menace la stabilité de l'économie algérienne. Selon les experts, la part du secteur informel était évaluée à environ 600 milliards de dinars au début des années 2010, soit 17 % de l’ensemble des revenus primaires nets des ménages algériens. Les statistiques du ministère du commerce démontrent par exemple, que 35 % du marché des fruits et légumes est actif dans l’informel.
Cependant, fin 2019, environ 5 000 milliards de dinars circulent dans les circuits informels, représentant 30 % de la masse monétaire globale de l'Algérie malgré les mesures prises pour endiguer ce phénomène. En octobre 2024, le Groupe d'action financière (GAFI), relatif au blanchiment d'argent et au financement du terrorisme, inscrit l’Algérie à sa liste des pays « sous surveillance renforcée », appelée aussi « liste grise »,. La loi de Finances pour l'année 2025, élaborée sous l'autorité du ministre Laaziz Faid, prévoit en particulier dans son article 207, l'interdiction du paiement en liquide des transactions immobilières ou d'acquisition de véhicules, yachts et  bateaux de plaisance, matériel industriel… Cette réglementation permet de répondre aux recommandations du GAFI. En mai 2025, le président Abdelmadjid Tebboune demande l’application intégrale des recommandations du GAFI avec notamment la mise en œuvre de la stratégie nationale 2024-2026 pour lutter contre ce blanchiment d’argent. En juin, la Commission européenne intègre l’Algérie à sa liste de pays « à haut risque » en matière de blanchiment d’argent, ce qui conduit à la mise en place, en Europe, de nouveaux contrôles des transactions financières avec des opérateurs algériens.

### Commerce électronique
Selon des experts, le marché du commerce électronique en Algérie représenterait 5 milliards de dollars. Une loi relative au commerce électronique sous le numéro 18-05 est entrée en vigueur le 7 juin 2018, qui a fixé les règles générales relatives au commerce électronique des biens et services sur Internet. Parmi les mesures prises dans le cadre du projet de loi de finances 2018, l'obligation faite aux commerçants de proposer à leurs clients de payer les biens et services vendus par des cartes magnétiques et qui permettrait à l'État d'avoir un droit de regard sur ce genre de transactions commerciales. Cette loi venait compléter une autre mesure prise par le gouvernement concernant la généralisation des moyens de paiement électroniques en imposant à tous les commerçants de mettre à la disposition des consommateurs les terminaux de paiement électroniques (TPE) leur permettant de régler leurs achats.
L'Entreprise nationale de l'industrie électronique (ENIE), se chargera de l'opération de fabrication des terminaux de paiement électronique à compter de juin 2018.

## Données sectorielles

### Secteur primaire

#### Agriculture

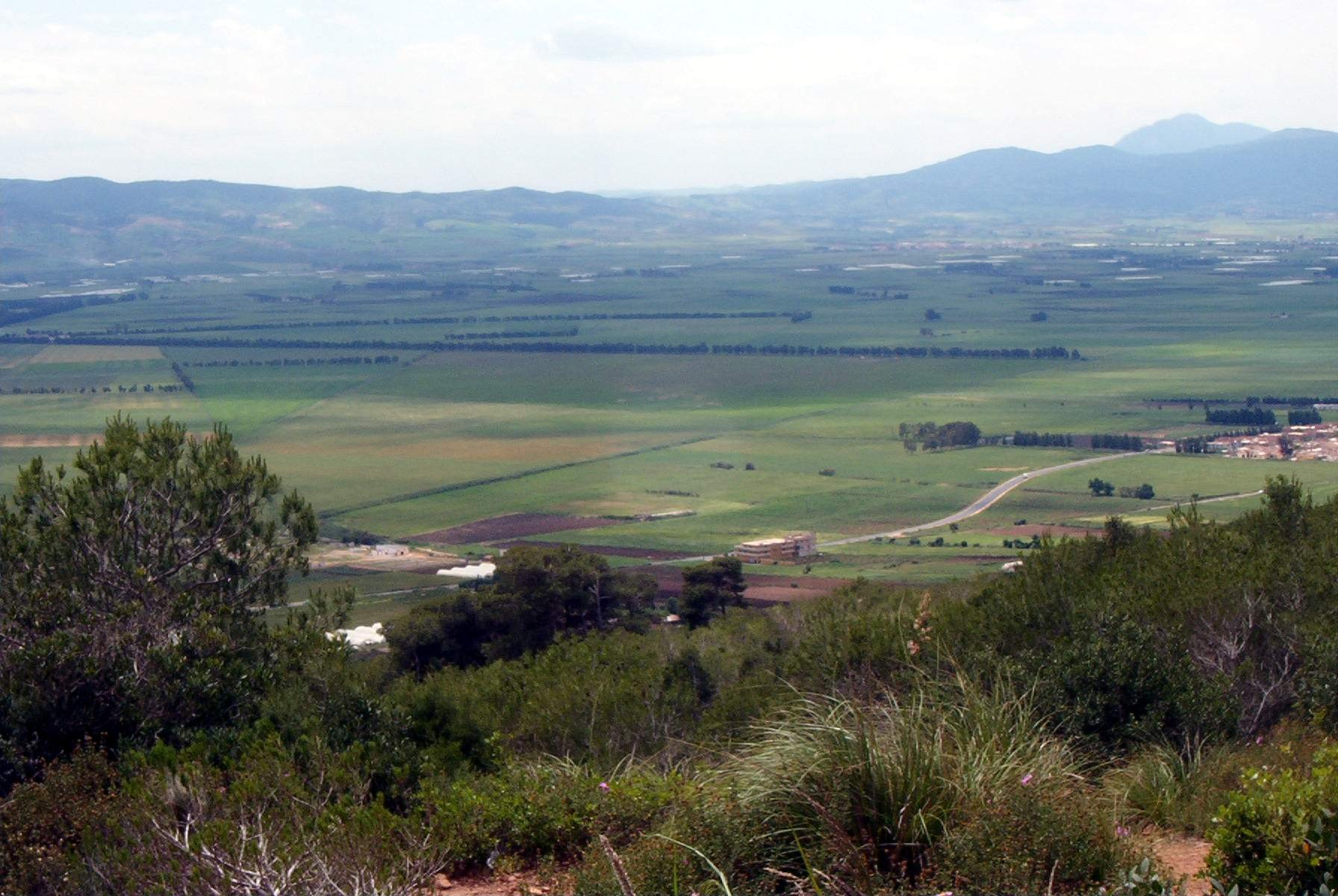
Plaine de la Mitidja vue depuis le Mausolée royal de Maurétanie

Le secteur de l'agriculture emploie près de 23 % de la population active de l'Algérie et contribue à hauteur de 14,7 % au PIB du pays. Le chiffre d’affaires réalisé par l'industrie agroalimentaire représente 40 % du total du chiffre d'affaires des industries algériennes après celle de l'énergie.
Durant les années 2000, l'Algérie est le premier importateur africain de denrées alimentaires, le secteur « biens alimentaires » représentant 20 % de la valeur du total des importations en 2008, pour un montant de 7,7 milliards de dollars. Le secteur de l'agriculture est néanmoins en plein développement, la production agricole algérienne a atteint 35 milliards de dollars en 2014 permettant de satisfaire les besoins du pays à 72 %. L'Algérie importait seulement le lait et les céréales dont le coût, selon le ministre algérien de l'Agriculture et du Développement rural, n'excède pas les 4 milliards de dollars. Ce sont en effet ces deux derniers produits qui constituent le principal talon d'Achille de l'agriculture nationale et qui l'empêchent de réaliser la fameuse « autosuffisance alimentaire » « que certains décrivent comme un objectif réalisable et d’autres comme une chimère ». Le pays dispose d'énormes potentiels en parcelles agricoles (Mitidja, Seybouse, Soummam, Touat, etc.).
Les surfaces irriguées représentent 835 197 ha en 2006. Près de 900 millions m3 d'eaux de crues sont destinés à l'irrigation par épandage de 498 000 ha pour la production fourragère. Le potentiel de production arboricole et viticulture compte près d’un million d’hectares en 2006. Les superficies récoltées en toutes espèces confondues est de 2 671 140 ha, le blé dur représente 1 162 882 ha, le blé tendre 620 945 ha, l'orge commune 812 280 ha et l'avoine cultivée 75 035 ha, le fourrage totalise 788 542 ha, les légumes secs sont étalés sur 66 866 ha et la culture de pommes de terre est de 58 632 ha pour 2,5 millions de tonnes et la production probable des dattes serait de 710 000 tonnes dont 1/3 de Deglet Nour, pour une superficie estimée à 170 000 ha et qui représente 18,7 millions de palmiers. En 2015-2016, la surface irriguée augmentera de 2 millions d'hectares, 43 % de la surface prévue concerne les Hauts plateaux, 43 % pour le sud du pays et 22 % dans le Nord.
Les autres principales productions agricoles sont les cultures maraîchères, les cultures industrielles dont les tomates, le tabac et les arachides, les agrumes et l'oléiculture. Les deux entreprises Ifri ou N'Gaous produisent du jus à partir de la récolte.
En 2014, l'Algérie produisait plus de 70 % de ses besoins en produits agricoles. Le pays a exporté en 2017 pour 57,51 millions de dollars d'une variété de 45 produits agricoles tels que des dattes, des truffes, des oignons et échalotes, pomme de terre, truffes sèches, des tomates, etc.
En 2025, la Banque mondiale souligne les progrès significatifs du secteur agricole algérien, notamment à travers l'essor des exportations de denrées alimentaires fraîches. Cette année, l'Algérie est confrontée à une situation de surproduction agricole touchant plusieurs filières, en particulier celles des pastèques, des œufs, des oignons, ainsi que d'autres produits maraîchers.

#### Viticulture
La viticulture en Algérie occupe une superficie de 97 000 ha, représente 12 % des terres occupées par les plantations et constitue la 4e culture pérenne sur le plan de la surface. Elle est également un secteur exportateur et représente le 2e poste à l'exportation. La société étatique SOTRAVIT (Ex ONCV) s'occupe de la fabrication du vin à partir des vignobles et détient 65 % de parts du marché local contre 35 % au secteur privé.

#### Élevage
L'élevage concerne principalement les ovins, les caprins, les bovins et les camelins. L’élevage ovin prédomine et représente 80 % de l'effectif global avec plus de 19 millions de têtes, suivi par l'élevage caprin (13 % l’effectif global) comprenant 50 % de chèvres et s'élève à plus de 3 millions de têtes, l’élevage bovin reste faible avec 1,6 - 1,7 million de têtes (6 % de l’effectif global) dont 58 % sont des vaches laitières. L’élevage bovin est cantonné dans le Nord du pays, tandis que l’élevage ovin est surtout présent dans les hauts plateaux qui représentent plus de 90 % des effectifs. Concernant l'élevage camelin, l'effectif est estimé à 140 000 camélidés, localisées dans trois principales zones d'élevage qui sont le Sud-Est, l'extrême Sud et le Sud-Ouest de l'Algérie.
La production provenant de l'élevage avicole est estimée à 460 000 tonnes de viande blanche par an et pour les œufs de consommation, la production est de 6 milliards d'œufs. Le secteur public détient 15% de la production avicole, alors que 90 % appartiennent au secteur privé.

#### La filière bois
Plusieurs projets de lutte contre la désertification et du développement du pastoralisme ont été engagés. L’État prévoit la régénération, la réhabilitation des terres par la plantation pastorale dans les zones très arides et la réalisation de correction torrentielle et l'irrigation par épandage des eaux de crues. De nombreux arbres furent plantés afin de ralentir l'avancée du désert comme le barrage vert. Pour le sous-secteur des forêts, une superficie de 34 593 ha de plantation forestière a été réalisée en 2006.
L'Algérie ne dispose pas d'une abondance en matière de bois, et reste dépendante de l'importation et des prix de ce matériau à l'international. En 2017, l'importation de bois est estimé a plus de 730 000 tonnes, contre une modeste production nationale de 130 000 tonnes de bois pour la même période.
L'Algérie est classée à la 3e place mondiale en matière de production de liège et dérivés représentant un taux de 18 % de la production mondiale, et les exportations en 2017 dans cette filière sont de 4 551 603 dollars.

#### Pêche et ressources halieutiques

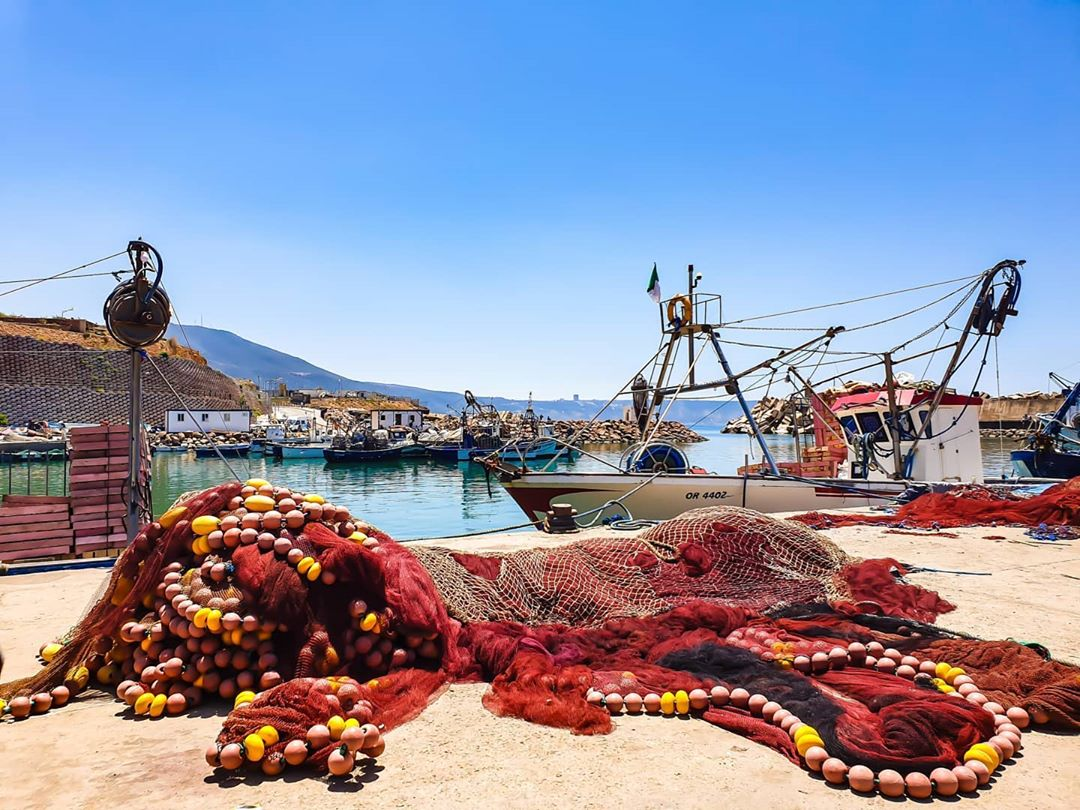
Le port de pêche de Kristel

Le secteur de la pêche est en plein essor car de nombreux port de pêche sont modernisés ou en cours de modernisation sur le littoral algérien. La côte algérienne longe 1 200 km, partagée en quatorze wilayas maritimes. Chaque wilaya possède un certain nombre de ports, d’abris de pêche et de plages d’échouage. On compte 64 sites de débarquements longent la côte algérienne : 32 ports ; 23 plages d’échouage ; 4 sites d’abris aménagés et 5 sites d’abris naturels.
Les espèces halieutiques les plus consommées sont : poissons démersaux, petits pélagiques, grands pélagiques, requins et squales, crustacés et mollusques. L'Algérie pêche presque 230 000 tonnes par an, selon le ministère de la Pêche et des Ressources halieutiques. Le corail est réglementé en Algérie, il se trouve dans la côte est, El Kala dans la wilaya d'El Tarf.

### Secteur secondaire
Le secteur industriel serait globalement en modeste croissance. Les entreprises publiques présentes dans les secteurs des hydrocarbures, transports, télécommunications, qui génèrent la moitié de la richesse industrielle du pays, connaissent une baisse structurelle de leur niveau de production. En 2017, le niveau de la production manufacturière publique se situait ainsi à la moitié de celui de 1989. Cette désindustrialisation du secteur public n'est pas compensée par un développement du secteur privé. Ce dernier étant composé à 80 % de microentreprises à caractère familial n'est pas à même de faire face à la concurrence internationale.

#### Énergies
Les hydrocarbures et le gaz naturel présentent de très loin, la principale source de revenus du pays. Cependant, l’État algérien commence à adopter des solutions économiques et écologiques en investissant dans les énergies nouvelles et renouvelables.
L'Algérie est un pays membre de l'Organisation des pays exportateurs de pétrole (OPEP) et du Forum des pays exportateurs de gaz. Elle est le 3e producteur de pétrole en Afrique derrière le Nigeria et l'Angola et le 11e exportateur de pétrole à l'échelle mondiale et occupe la 15eplace mondiale en matière de réserves pétrolières et 18e producteur mondial de pétrole. L'Algérie est également 1er producteur africain de gaz (plus de 50 % de la production de gaz en Afrique) et classée 10e producteur de gaz à l'échelle mondiale. Elle est le 2e fournisseur de gaz naturel de l’Europe, après la Russie.
La Sonatrach est le groupement pétrolier algérien chargé de la production, le transport, la transformation et la commercialisation des hydrocarbures, elle a été classée 1re société en Afrique et 12e plus grand groupe pétrolier au monde par le Petroleum Intelligence Weekly (Année 2011).
Pour que l'Algérie préserve les réserves énergétiques actuelles, le pays a opté pour le développement et l’exploitation de l'énergie solaire. Afin de concrétiser son programme de l'exploitation de l'énergie solaire, l'Algérie a réalisé la première centrale électrique de Hassi R'mel à Tilghemt dans la wilaya de Laghouat dans le sud du pays, d'une capacité de 150 mégawatts. C'est la société New Energy Algeria (NEA) qui est chargée du secteur des énergies nouvelles et renouvelables. Fin 2019, le ministre de l'Énergie, Mohamed Arkab, indique que près de 60 % des réserves initiales d'hydrocarbures étaient consommées du fait de la hausse de la consommation locale et de l'exportation.
En avril 2021, Mohamed Arkab déclare que la cession des actifs d'Anadarko à Total était impossible en raison de la législation algérienne. Une manœuvre qui pourrait profiter à Sonatrach, intéressé par le rachat de ces actifs sur lesquels il possède un droit de préemption.

#### Industrie

##### Industrie agroalimentaire
L'agroalimentaire est la deuxième industrie du pays après l'industrie des hydrocarbures, qui représente 17 000 entreprises dont 95 % sont gérées par le privé et emploie plus de 140 000 salariés. Le privé a réussi dans le secteur agroalimentaire, soit en montant des entreprises en partenariat avec des étrangers, soit en s'associant avec des entreprises locales. Il est tourné en partie dans l'importation notamment sur les segments des produits alimentaires d’importation comme les grains, les produits agroalimentaires, ainsi que les matières premières. Dans la structure des importations agroalimentaires, il y a de tout : la farine, le sucre, la margarine, et le blé. Parmi les plus importantes, il est possible de citer : Madar Holding, Cevital, Groupe Amor Benamor, La Belle, NCA Rouiba, Hamoud Boualam, Laiterie Soummam, Groupe Bimo, Groupe Benhamadi, Sotravit, Cebon, Caprice.
Le conditionnement, la transformation et l'emballage alimentaire est une filière importante qui accompagne l'industrie alimentaire en Algérie. Des entreprises nationales se sont lancées dans la fabrication de machines pour le packaging, comme les sociétés RAM Pack et Ghardaïa Flacons.

##### Industrie d'acier et métallurgie
L'Algérie possède d'importantes réserves en minerai de fer, à Gara Djebilet, près de Tindouf, dans le sud du pays. Cette mine recèle plus de 3 milliards de tonnes de réserves dont 1,7 milliard de tonnes exploitables, dont la teneur en métal est de 57 %. Cette mine a été mise en exploitation fin juillet 2022. Les opérations d'extraction sont assurées par la société nationale du fer et de l’acier (Feraal). Les quantités de minerai de fer extraites sont transportées vers la wilaya d'Oran pour être exportées, et d'autres quantités sont destinées à alimenter les usines de fer et d'acier actives en Algérie. Ce projet prévoit la création d'une entreprise algéro-chinoise chargée de l'extraction du minerai et d'une usine à Béchar qui permettra d'utiliser le minerai pour produire de la billette. Il prévoit aussi la création d'une usine de production du rail, également à Bechar, qui utilisera la billette locale.
En 2001, le géant indien ArcelorMittal, leader mondial de l'acier a pris 49 % de ArcelorMittal Algérie (AMA), 49 % de ArcelorMittal Pipes and Tubes Algeria (Ampta) et 70 % à ArcelorMittal Tébessa (AMT). Mais à la suite d'un différend avec le gouvernement algérien et après plus de 10 ans de privatisation, l'État algérien décide en 2016 de renationaliser le complexe sidérurgique d'El Hadjar, depuis il est géré par Sider et baptisé « Sider El Hadjar ». En 2018, le complexe a conclu des contrats d’exportation de produits ferreux vers les pays maghrébins, africains et européens, pour une valeur de 79 millions de dollars,.
En 2012, le projet du complexe sidérurgique de Bellara dans la wilaya de Jijel a été repris par les Qataris et est entré partiellement en production en 2017. Ce complexe sidérurgique est détenu par la société Algerian Qatar Steel (AQS), une coentreprise entre l’Algérie (46 % pour Sider, 5 % pour le FNI) et Qatar Steel International (QSI, 49 %). En 2021, le complexe ouvre une unité de réduction directe utilisant la technologie Midrex, d'une capacité de 2,5 millions de tonnes par an, venant s'ajouter aux autres unités sur le site (trois laminoirs, deux fourneaux, une usine de chaux, une autre de production de gaz industriels),.
Il y a eu aussi la création en 2011 par le géant turc Tosyali Holding d'un complexe sidérurgique Tosyali Algérie à Oran, dans la zone industrielle de Bethioua, pour un investissement de 750 millions de dollars. Tosyali a mis en exploitation la première unité de production d’acier et de rond à béton en 2013. En 2015, Tosyali a mis en exploitation une extension constituée d'une unité laminoir de production de fil machine.

##### Industrie des phosphates
En mars 2022, les groupes algériens Asmidal (filiale de Sonatrach) et Manal d'une part, et les sociétés chinoises Wuhan Engineering et Yunnan TIAN’AN Chemical d'autre part, ont signé un pacte d'actionnariat pour la création d'une société par actions de droit algérien pour entamer les activités préliminaires relatives au développement du Projet Phosphates Intégré (PPI) pour un investissement d'environ sept 7 milliards de dollars. La nouvelle société dénommée Algerian Chinese Fertilizers Company (ACFC), est détenue à 56 % par la partie algérienne et à 44 % par la partie chinoise. Après l'achèvement du projet, la société produira à terme 5,4 millions de tonnes d'engrais par an. Ce projet englobera le développement et l'exploitation du gisement de phosphates de Bled El Hadba et Djebel Onk (Wilaya de Tébessa), la transformation chimique des phosphates à Oued Kébérit (Wilaya de Souk Ahras), la fabrication des engrais à Hadjar Soud (Wilaya de Skikda), ainsi que des installations portuaires dédiées au niveau du port d'Annaba. Le projet permettra à l'Algérie d'être l'un des principaux pays exportateurs d'engrais et de fertilisants dans le monde. L'Algérie produit actuellement près de 3 millions de tonnes d'urée.
Au mois d'août 2023, le Premier ministre algérien, Aïmene Benabderrahmane, a procédé à la pose de la première pierre du projet de modernisation et de dédoublement de la ligne ferroviaire minière Est dans son tronçon reliant le port d'Annaba à Oued Fragha dans la wilaya de Guelma sur une distance de 54 km. Ce dernier tronçon fait partie de la ligne d'Annaba à Djebel Onk sur une distance de 340 km. Une fois toute la ligne achevée, elle permettra l'acheminement de la matière première extraite des mines jusqu'au port d'Annaba, là où l'usine du Phosphates Intégré (PPI) sera implantée.

##### Industrie textile
L'industrie textile représente en 2016 moins de 0,15 % du PIB, avec une production nationale faible couvrant uniquement 4 % du marché intérieur.
À la suite de sa déstructuration durant les années 1990, l'industrie algérienne de textile a subi de plein fouet les effets de la mondialisation jusqu’à voir s'éclipser ses fleurons des années 1970, Sonitex et Sonipec et leurs restructurations en groupes. La Sonitex est devenue TEXALG et la Sonipec est devenue Leather Industry SPA,,.
Mais la relance de la filière textile et la réduction de la dépendance de l'Algérie vis-à-vis des marchés extérieurs sont les objectifs des pouvoirs publics des années à venir et ce pour répondre aux besoins du marché qui est en plein croissance. Pour ce faire il y a eu en 2018 l'inauguration à Sidi Khettab dans la wilaya de relizane du plus grand site de textile d'Afrique fruit d'un partenariat avec le géant turc Taypa pour un investissement de 1,5 milliard de dollars. Ce complexe va satisfaire de 40 % le marché national et 60 % de la production serait destinée à l’exportation. Un autre projet est en cours de réalisation portant la création d'une usine de production de filés laine et d'autres produits textiles par la société turque Boyner Sanayi A.S en partenariat avec l'Algérien TEXALG à Meskiana dans la Wilaya d'Oum El Bouaghi pour un investissement de 16 millions de dollars.
Pour renforcer l'outil de production national dans le domaine textile, accentuer ses capacités d'exportation, accompagner les acteurs algériens intervenant dans ce domaine et d’opérer un transfert de savoir-faire à l’industrie textile algérienne, un centre d’Expertise Technique et Industriel Textile (CETIT), fruit d’un partenariat entre le français Lainière de Picardie filiale du groupe Chargeurs et la société privée algérienne Safitex, a été inauguré le 2 mai 2018 à Alger.

##### Industrie militaire
Avant les années 2000, l'industrie militaire algérienne était modeste et non concurrentielle. Elle est essentiellement versée sur des équipements militaires légers sous licences russe et chinoise fabriqués dans ses propres entreprises spécialisées, sous les commandes de la Direction centrale de l'industrie militaire (DCIM) (Ministère de la Défense nationale). Ces équipements militaires ont pour mission de satisfaire prioritairement les besoins de l'Armée nationale populaire et concernent des armes à feu et des munitions.
Malgré l'absence des unités de production des forces terrestres, navales et aériennes, ainsi que des unités chargées de la maintenance pour cette exposition, l'Armée nationale populaire s'est également attelée, ces dernières années, à la mise à niveau de l’armement et des équipements acquis ainsi qu’à la construction de ses propres navires, des véhicules et des avions militaires.
Pour faire face au monopole de certaines grandes puissances, à l'image des États-Unis, de la Grande-Bretagne, de la Chine et la Russie, sur la fabrication et le transfert des armes, l'Algérie s'est engagée dans une stratégie de partenariat industriel, commercial et technologique, afin d'accompagner l'industrie militaire locale dans le but de promouvoir d'une part l'industrie militaire du pays à l'étranger et de réduire d'autre part la facture d'importations d’équipements militaires, ainsi plusieurs accords de partenariat ont été signés avec des groupes émiratis.

##### Industrie pharmaceutique
Deuxième marché pharmaceutique en Afrique après l'Afrique du Sud, avec des ventes totalisant les 3 milliards de dollars, l'Algérie est, selon le bureau d'études anglais Oxford Business Groupe (OGB), en passe de réussir son pari de mettre en place, à terme, une industrie pharmaceutique performante. Une perspective, au demeurant, parfaitement illustrée et par la sensible augmentation de sa production de médicaments et par la baisse, non moins sensible, de ses importations. La production des médicaments selon OGB a été estimé à 65 % pour l'année 2018.
Le pays compte quelque 200 unités de production couvrent près de 70 % des besoins du pays en générique. Plusieurs sociétés-laboratoire publiques et privées algériennes et étrangères sont actives dans le domaine de l'industrie pharmaceutique. Plusieurs autres notamment des sociétés mixtes entre le Groupe Saidal (principale société publique) et des groupes étrangers. Une attractivité qui a eu pour effet de porter les usines et laboratoires de production de médicaments opérationnels à augmenter. L’industrie pharmaceutique a réalisé un saut qualitatif ces dernières années grâce au soutien de l’Etat qui a interdit l’importation des médicaments dont la production se fait localement et à l’encouragement des investissements privés. Sauf que ce facteur n'est pas le seul à concourir à l'attractivité du marché algérien du médicament. D'autres y participent, comme la nature du système de santé algérien qui est basé sur la gratuité des soins, permet, grâce à une couverture sociale quasi générale dont ils bénéficient et à la carte à puce Chifa, qui est un accès direct des Algériens aux médicaments.
Depuis le 29 septembre 2021, l'Algérie s'est lancée dans la production du vaccin anti Covid 19 qui est commercialisé sous l'appellation CoronaVac. Le groupe pharmaceutique public Saidal, a été choisi par le gouvernement pour produire ce vaccin en partenariat avec la société chinoise Sinovac Biotech. Les objectifs fixés par les autorités publiques sont de vacciner 70 % de la population algérienne d'ici la fin 2021 mais également se projeter dans l'exportation de ce vaccin vers l'Afrique.
En 2025, avec 218 usines pharmaceutiques en activité sur son territoire, l'Algérie assure 30 % de la production pharmaceutique du continent africain.

##### Industrie automobile et mécanique
L'Algérie investit massivement dans l'industrie mécanique, mais les résultats restent dérisoires par rapport aux besoins du pays. Il y a des gros projets pour les industries automobile et mécanique dans le pays. L'Algérie compte développer l'industrie mécanique par l'encouragement de l'émergence d'un réseau national de sous-traitance. Beaucoup de sociétés sont actives dans ce domaine : SNVI à Rouiba, ENMTP à El-Harrach, Complexe moteurs tracteurs (CMT) de Oued Hamimin près de Constantine et Renault qui a ouvert en novembre 2014 une usine dans le cadre d'une coentreprise avec l'État algérien à Oued Tlelat près d'Oran,.
Plusieurs géants mondiaux de l'automobile ont implanté leurs usines en Algérie, à l'instar du géant mondial Deutz AG, avec une usine de Production de tracteurs depuis mars 2005 pour un investissement de 24 millions d'euros. Le fonds d'investissement d'Abou Dhabi (Aabar Investments) s'est associé avec cinq entreprises allemandes (Daimler AG, MAN Ferrostaal AG, Deutz AG, Rheinmetall et le fabricant de moteurs MTU Aero Engines Holding) et le gouvernement algérien (MIPI) pour produire jusqu'à 10 000 véhicules. Les sites entre en production à partir de 2011 après la modernisation et le développement des 3 usines (Tiaret, Aïn Smara et Oued Hamimin), l'accord prévoit la création de trois coentreprises dont l'une produira des véhicules militaires et utilitaires Mercedes-Benz, le montant de l’investissement est de 720 millions de dollars JV 24,5 % soit 4 millions d’euros pour Aabar Investments et 75,5 % détenu par l'État algérien.
Des groupes industriels algériens sont actifs dans ce domaine tels que : Act Camions filiale du Groupe Cevital, Golobal motors, GM Trade, Sovac, Cima motors, etc., qui possède des usines de montage/production de véhicule en collaboration avec des constructeurs automobiles étranger principalement européenne, asiatique et d'Amérique du Sud,.
Néanmoins, en 2021 l'industrie automobile algérienne a tourné au fiasco. Les usines ont été fermées, les patrons en prison et des milliers de salariés mis au chômage. Des abus, des malversations et des faits de corruption seraient à l'origine du fiasco des usines "Made in Algeria". Dès le printemps 2017, le secteur s'est retrouvé l'objet de controverses, les autorités dénonçant des importations déguisées et dépêchant une commission d'enquête chez Hyundai après la diffusion d'images sur les réseaux sociaux de modèles importés quasi complets, sur lesquels ne restait qu'à monter les roues. Par la suite, l'importation de pièces détachées destinées aux usines de montage a été interdite ce qui a provoqué l'arrêt de cette industrie. En décembre 2019, Volkswagen suspend sa production faute de pièces et met au chômage technique 700 salariés. En mai 2020, la filiale algérienne du sud-coréen Kia ferme sa chaîne de montage, ce qui met au chômage 1 200 employés. Cet échec de l'expérience du montage automobile est également analysée comme le résultat de l'absence d'un véritable marché de la sous-traitance, capable de fournir les usines en pièces fabriquées en Algérie.

##### Industrie électrique et électronique
L'industrie électronique a enregistré une croissance rapide ces dernières années de 6 à 10 % par an. Le chiffre d’affaires du secteur de l'électricité et de l'électronique a atteint en 2005 environ 40 millions de dollars. l'Algérie couvre 83 % de ses besoins en électricité - électronique et commence l'exportation vers l'Europe à partir de 2012.
Pas moins de 16 grandes entreprises algériennes actives dans ce domaine. La wilaya de Bordj-Bou-Arreridj est devenue un grand pôle industriel dans le secteur de l’électronique. Elle figure parmi les régions les plus dynamiques du Maghreb en la matière, elle a été rebaptisée par les Africains « capitale africaine de l’électronique ». Les grandes entreprises lancées par l'État pendant la période socialiste, ont gardé une très large part de marché notamment ENIE (Sidi Bel Abbès) pour l'électronique, ENIEM (Tizi Ouzou) pour l'électroménager, ainsi que l'Electro Industries (Tizi Ouzou) qui possède le plus grand complexe industriel d'Afrique dans la fabrication de Transformateurs électriques, Moteurs électriques et de produits pour le transport d'énergie électrique.
Les industriels privés jouent aujourd'hui un rôle important dans ce secteur, les autorités publiques ont encouragé le secteur dans le cadre du programme d'actions de relance de l’industrie nationale, qui découle des orientations issues du document portant "Stratégie et politiques de relance et de développement industriels" et qui constitue une projection sectorielle de la stratégie de croissance de l’économie algérienne. Parmi les entreprises des industries électriques et électroniques : HB Technologies, Cristor, Condor, Cobra, Continental électronique, Essalem Electronics, Brandt du groupe Cevital, FRIGOR, BMS Electric, Bomare Company, etc.

##### Télécommunications et la Haute technologie
Le réseau des télécommunications en Algérie était peu développé, et l'inégalité des services en fonction des régions était très importante. En dehors des zones urbanisées du nord de l'Algérie, le réseau était encore largement sous-développé, et les téléphones fixes et les ordinateurs y étaient très limités. Mais, depuis 2000 avec la privatisation du marché des télécommunications, le secteur est cependant en nette amélioration. Dans le cadre de cette libéralisation des marchés, une Autorité de régulation de la poste et des télécommunications (ARPT), assurant la régulation du secteur, a été créée. Le gouvernement a engagé en outre de nombreuses mesures dans le but de développer et d'améliorer les technologies et le réseau des télécommunications. Mais, les problèmes de surfacturation demeurent en Algérie.
Ainsi, le secteur de la téléphonie mobile est passé pour la période 2001-2006 de 100 000 à plus de 20 millions d'abonnés, et connaît de 2005 à 2006 un taux de pénétration de 67,8 %.
| Année                                                    | 2003      | 2005       | 2007       | 2009       | 2019       |
| Lignes téléphoniques principales en service              | 2 199 600 | 2 572 000  | 3 068 000  | 2 576 000  | 4 558 502  |
| Lignes téléphoniques mobiles                             | 1 447 310 | 13 661 000 | 27 563 000 | 32 730 000 | 46 287 630 |
| Source: CIA World Factbook - Version du 1er janvier 2020 |           |            |            |            |            |

L'évolution du marché de téléphonie fixe est toutefois relativement stagnante et l'accès à Internet est encore peu répandu malgré l'important déploiement de nouvelles technologies (dont le réseau de fibre optique de 23 457 km).
| Année                                                    | 2000   | 2001    | 2002    | 2003 | 2004 | 2005      | 2006 | 2007      | 2008      | 2009      | 2010 | 2019       |
| Population internaute                                    | 20 000 | 180 000 | 500 000 | /    | /    | 1 920 000 | /    | 3 500 000 | 4 100 000 | 4 700 000 | /    | 24 819 530 |
| Nombre d'hôtes Internet                                  | /      | /       | /       | /    | 897  | 1175      | 1202 | /         | 477       | /         | 572  | 676        |
| Source: CIA World Factbook - Version du 1er janvier 2020 |        |         |         |      |      |           |      |           |           |           |      |            |

Selon la Banque mondiale, en 2005, l'Algérie avait en moyenne 494 lignes téléphoniques pour 1 000 personnes et environ 58 pour les utilisateurs Internet. En Algérie, l'opérateur privé Djezzy, en partenariat avec RIM, a lancé en avant-première au Maghreb, le 15 novembre 2006, la première offre BlackBerry. L'opérateur Djezzy (Orascom Télécom Algérie) a lancé le BlackBerry en 2007 suivi par l'opérateur historique Mobilis Algérie Télécom.L’Algérie dispose de 3 opérateurs de télécommunications (Mobilis, Nedjma, Djezzy).
En 2007, le nombre de souscripteurs de téléphone mobile était de 28 millions d’abonnés, le nombre de lignes de téléphone fixe attribuées était de 7 millions et le nombre d'utilisateurs d’internet était de 9,80 millions d’utilisateurs. Ainsi le nombre de lignes de téléphones fixes pour 1 000 habitants en 2008 était de 97, le nombre de téléphones mobiles pour 1 000 habitants en 2010 était de 936. Le nombre de postes de télévision par 1 000 habitants en 2001 était de 113 et le nombre utilisateurs d'internet par 1 000 habitants était 120 en 2008.
| Année                                                   | 2003 | 2005  | 2007  | 2009  | 2020   |
| Pénétration du téléphone fixe (%)                       | 6,7  | 7,91  | 9,2   | 7,54  | 10,61  |
| Pénétration du téléphone mobile (%)                     | 4,41 | 41,99 | 82,69 | 95,76 | 107,71 |
| Source: CIA World Factbook - Version du 01 janvier 2020 |      |       |       |       |        |

Les techniques de pointe ou la haute technologie concerne principalement l'aéronautique, l'électronique, l'informatique, les technologies de communication militaire et spatiales.
L’Algérie est le leader africain dans le domaine de l'astronautique. Elle créa l'Agence spatiale algérienne le 16 janvier 2002 à Alger, qui est responsable du programme spatial algérien.

##### Construction
En 1999, l'Algérie comptait 553 000 logements précaires. Le chiffre représente 8 % du parc de logements en Algérie. En ce qui concerne la répartition géographique, 15 % de ces logements sont concentrés dans quatre villes principales : Alger, Annaba, Oran et Constantine. Ces quatre villes réunissent environ 85 000 logements précaires. Depuis l'année 2000 les gouvernements successifs ont adopté des programmes de logements pour satisfaire la demande et de relogement pour éradiquer définitivement les habitations précaires. En 2016, l'Organisation des Nations unies a félicité l'Algérie pour les avancées réalisées en matière d'éradication des habitations précaires,.
L'Algérie est en plein développement et en pleine reconstruction après plus de dix ans de terrorisme. De nombreuses sociétés algériennes ont ainsi émergé dans le secteur de la construction comme les groupes ETRHB, TGCTP et Cosider qui travaille actuellement sur le métro d'Alger en collaboration avec d'autres entreprises.
Plusieurs géants mondiaux sont implantés en Algérie dont beaucoup de sociétés chinoises. Est notamment présent le « géant chinois du BTP », China State Construction Engineering (CSCEC) qui a obtenu la réalisation de milliers de logements pour le compte de l'État ainsi que des projets d'envergure comme la Grande mosquée d'Alger. Ces chantiers dans le bâtiment sont en partie réalisés par une communauté chinoise estimée à près de 40 000 personnes, formant de loin la plus importante communauté étrangère présente dans le pays.

### Secteur tertiaire

#### Transports

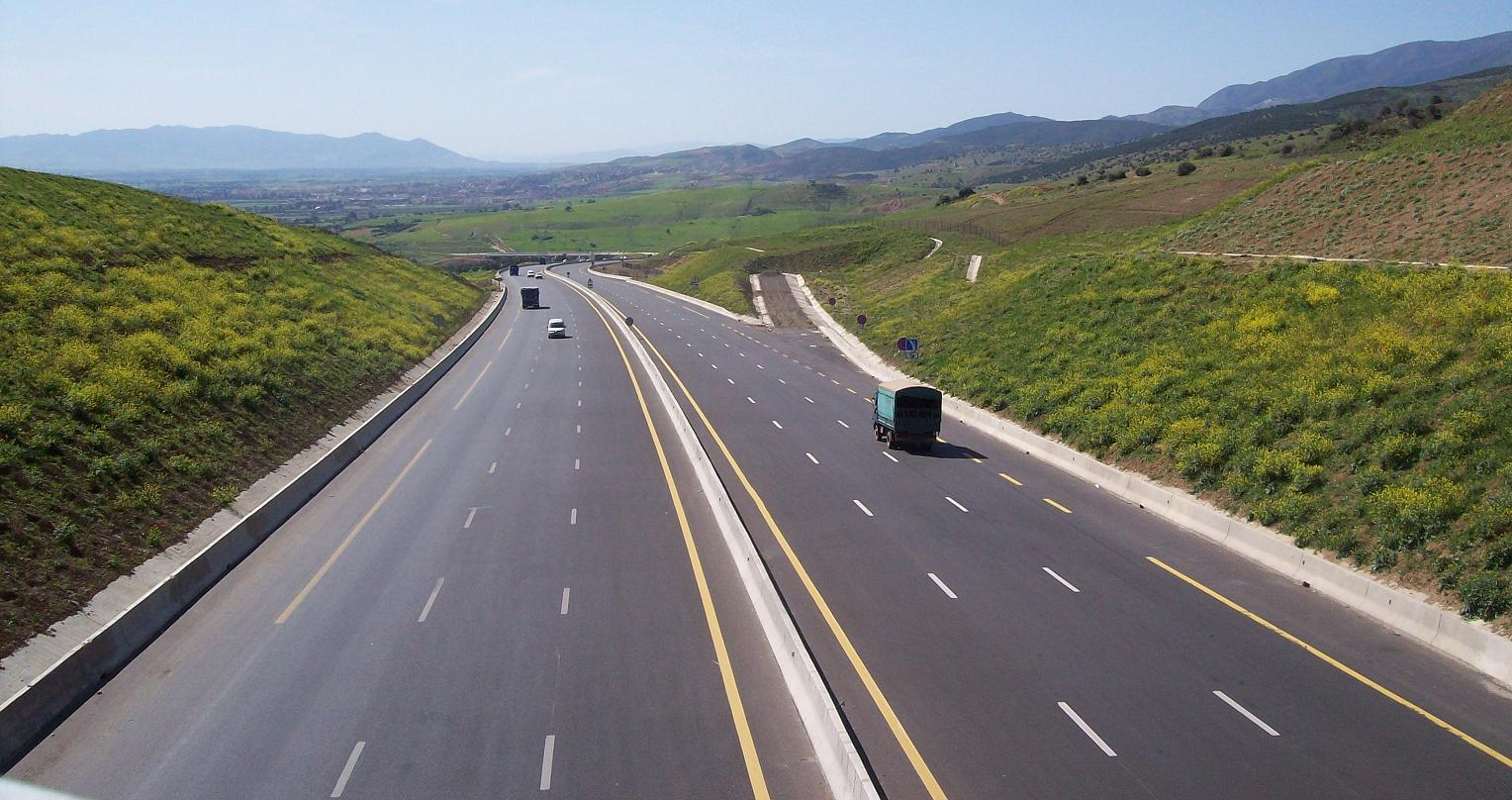
Nouvelle autoroute Est-Ouest reliant l'Est et l'Ouest de l'Algérie sur une distance de 1216 km

Le réseau routier de l'Algérie est l'un des plus importants du Maghreb et d'Afrique, d'une longueur de 108 302 km, répartie sur 76 028 km de routes nationales/départementales et 32 274 km de routes secondaires.
Le réseau routier est en plein développement grâce au programme de modernisation des transports routier et ferroviaire (22 milliards de dollars d'investissement public). Le mois d'août 2023, a été marqué par la livraison du dernier tronçon (84 km) de l'autoroute Est-Ouest longue de (1 216 km), qui relie 17 wilayas du nord de l'Algérie de la frontière tunisienne près de la ville d'El Kala à la frontière marocaine près de celle de Maghnia. L'autre projet en cours de réalisation est l'autoroute des Hauts Plateaux (1 020 km), qui est une autoroute parallèle à l'autoroute Est-Ouest. Ce projet structurant a été décidé dans le but de désenclaver et relier les villes situées dans les régions des hauts plateaux de Tébessa à Tlemcen. L'autre projet phare est la route transsaharienne, reliant Alger (Algérie) à Lagos (Nigeria) qui est dans sa dernière phase de réalisation. Longue de 9 400 km, dont la partie algérienne est de 2 300 km constituant la Route nationale 1 qui relie Alger et la frontière algéro-nigérienne au niveau d'In Guezzam. Le route transsaharienne est essentielle à l’avènement de la Zone de libre-échange continentale africaine, et couvre la Tunisie, le Niger, le Mali, le Tchad et le Nigéria,.
Le transport ferroviaire en Algérie est géré par la Société nationale des transports ferroviaires (SNTF). Ce réseau s'étend sur 6 300 km et doté de plus de 200 gares couvrant surtout les villes du nord et les régions des Hauts Plateaux du pays.
L'Algérie est également le pays ayant le plus de tramways en Afrique, avec pas moins de 7 villes qui sont : Alger, Oran, Constantine, Sétif, Ouargla, Sidi bel Abbes et  Mostaganem. Des études de faisabilité ont été réalisées dans deux autres villes, les lignes sont en cours de constructions ou attendent une validation. Les villes en question sont: Batna et Annaba.
La quasi-totalité du commerce international est réalisé par la voie maritime, via onze ports de commerce : Alger, Oran, Annaba, Skikda, Arzew/Bethioua, Béjaïa, Mostaganem, Ghazaouet, Jijel, Ténès et Dellys. Le lancement du projet du nouveau port centre d'EL Hamdania, situé à Cherchell dans la wilaya de Tipaza va être le projet phare. Il occupera une superficie totale de 3 123 hectares, comprenant diverses infrastructures dont 3 zones industrielles, une ligne ferroviaire reliant le port à El Affroun dans la wilaya de Blida et une autoroute le reliant à l'autoroute Est-Ouest.
Le secteur du transport aérien est en pleine expansion grâce aux nouvelles infrastructures des plans de développement. L'Algérie compte 35 aéroports dont 13 internationaux. Le plus important est l'aéroport d'Alger - Houari Boumédiène avec une capacité, depuis 2019, de 22 millions de passagers par an et est le premier en Afrique en termes de capacité. Air Algérie, la compagnie aérienne nationale, domine quant à elle le marché du transport aérien qui compte depuis son ouverture à la concurrence 8 autres compagnies privées. Elle s'occupe de plusieurs lignes vers l'Europe, l'Afrique, le Canada, la Chine, la Russie et le Moyen-Orient.

#### Tourisme

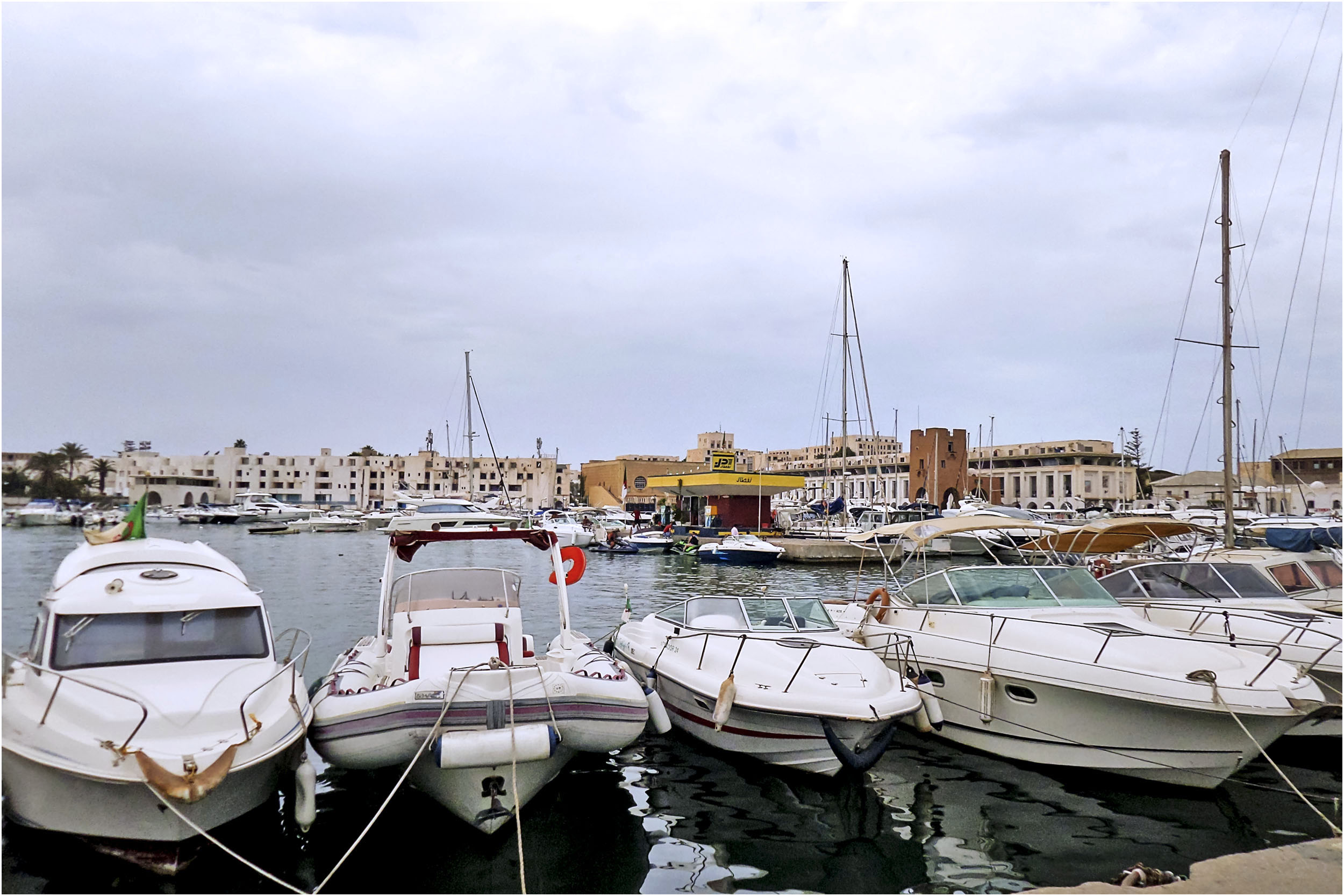
Port de plaisance du centre touristique de Sidi-Fredj

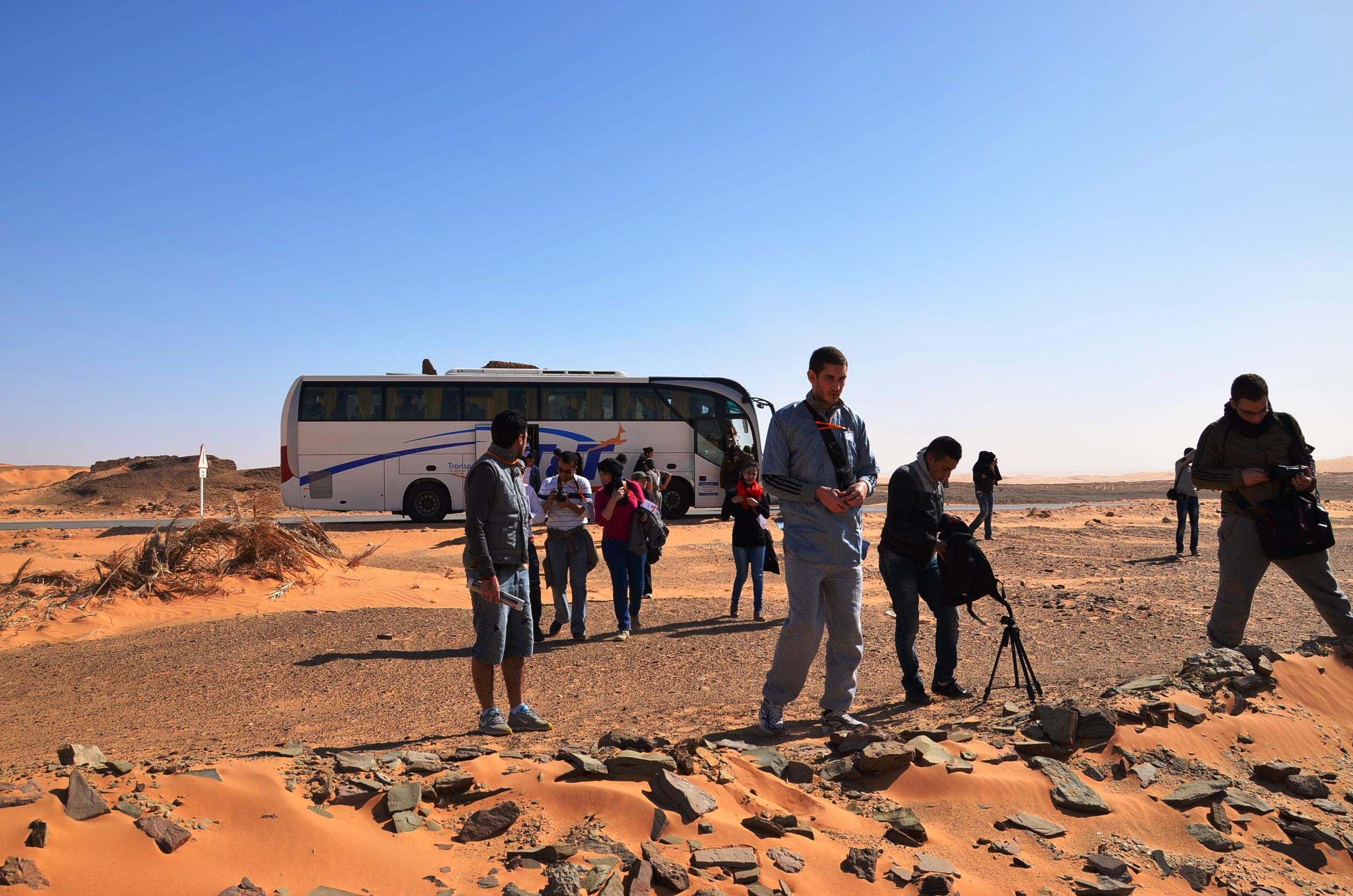
Tourisme dans le Sahara

Depuis 2001, le secteur du tourisme en Algérie s'apprête à faire ses premiers pas, après une période noire durant les années 1990 pendant laquelle le tourisme fut mis entre parenthèses, et qui a retardé le développement des infrastructures et découragé bon nombre de touristes d'y séjourner.
Le tourisme algérien est actuellement destiné en grande partie aux hommes d'affaires. Le développement de l'infrastructure touristique commence à se faire ressentir. La majorité des compagnies aériennes desservent aujourd'hui l'Algérie, ainsi que les ferries. Le parc hôtelier national comprend soit des hôtels de luxe soit chambres d'hôtels modestes. Au cours du premier semestre de l'année 2012, l’Algérie a accueilli 1,498 million de touristes, soit un taux de croissance estimé à 25 % par rapport à la même période l’année 2011. Selon l'office national du tourisme, l'Algérie table sur 530 millions de dollars de revenus touristiques en 2015 grâce à une augmentation de la capacité hôtelière de plus de 75 000 lits qui permettra d'accueillir plus de 3 millions de visiteurs par an.

#### Assurances
Le secteur des assurances reste encore dominé par les assureurs publics bien qu'il y ait de bonnes perspectives de croissance dans ce domaine. C'est un marché essentiellement orienté en assurance automobile où l’assurance-vie, encore peu développée, devrait croître avec le développement de la bancassurance.Le nombre d’assureurs actuellement est de 16 en plus d’un réassureur alors qu’une forte montée des compagnies privées et des mutuelles fortes de 33 % des parts de marché est encore relevée. Ce secteur a réalisé un chiffre d’affaires global de 80,71 milliards de dinars algériens (778 M€) en 2010 selon la note de conjoncture du marché des assurances pour le quatrième trimestre 2010.

## Entreprises
L’environnement des affaires de façon générale y rencontre une amélioration en Algérie. De nombreuses entreprises connaissent une forte croissance faisant du pays une destination pour des investissements étrangers. De nos jours, il devient de plus en plus difficile d'attribuer une nationalité aux entreprises car nombre d'entre elles déploient leurs activités dans le monde entier, leurs capitaux étant détenus par des investisseurs étrangers. Des entreprises nationales publiques restent encore florissantes, malgré les difficultés et les contraintes auxquelles sont confrontés certaines de ces entreprises.
L'allègement de la règle des 51/49 % régissant la part de l’investissement étranger avec un partenaire local en Algérie, créée en 2008 et considérée depuis comme un frein aux investissements étrangers, est reconsidérée en 2020 pour ne concerner que les secteurs définis comme « stratégiques »,,.
Selon le classement établi en 2017 par le magazine français Jeune Afrique sur les 500 grandes entreprises africaines, le groupe pétrolier Sonatrach garde la tête du classement avec un chiffre d’affaires de 33,2 milliards de dollars.
Dans le rapport Doing business 2019 de la banque mondiale, l'Algérie est placée 157e sur 190 pays pour la facilité à y faire des affaires. Elle est classée 179e pour la protection des petits investisseurs, 152e pour la facilité à y créer des entreprises.
En termes de compétitivité, le Global Talent Competitiveness Index (GTCI) ou Index mondial de compétitivité des talents classe l'Algérie à la 104e place sur 133 pays répertoriés en 2022.